# 953
Năm 953 là một năm trong lịch Julius.